# Horacio Salinas (musicista)
Horacio Salinas Álvarez (Lautaro, 8 luglio 1951) è un chitarrista e compositore cileno.

## Biografia

### Gli esordi
Nel 1951 nasce a Lautaro, nel sud del Cile, sesto di otto fratelli. I primi rudimenti musicali li apprende a sette anni, quando il padre lo spinge ad andare a lezioni di fisarmonica. Nel 1960, dopo il fortissimo terremoto di Valdivia, si trasferisce a Santiago con tutta la famiglia. Qui inizia a suonare la chitarra influenzato in particolare da Atahualpa Yupanqui ed Eduardo Falú, partecipa a vari festival per ragazzi, vincendo, nel 1966 il Festival dell'Accademia di Discipline Umanistiche.
Nel 1965 entra nell'orchestra del Balletto Folkloristico Pucará, dove conosce Héctor Pavez. Nello stesso periodo inizia anche a studiare chitarra classica entrando alla scuola serale di musica del Conservatorio dell'Università del Cile. È in questo modo che interiorizza un modo ibrido di suonare la chitarra che tiene conto di entrambi i mondi musicali da lui frequentati.
Nel 1967 forma un gruppo insieme ad alcuni giovani, tra i quali Homero Altamirano, con il quale realizza alcuni concerti di cui qualcuno anche nelle nascenti peñas dove si diffondeva quella che poi verrà chiamata Nueva Canción Chilena. Sempre nello stesso anno conosce Horacio Durán, all'epoca fidanzato di sua sorella Marìa Cristina e musicista appassionato del charango, che di lì a poco lo invita ad entrare negli appena formati Inti-Illimani.
Negli anni '70 partecipa, in qualità di chitarrista e/o di autore a diversi dischi: Violeta Parra e De aquí y de allá di Isabel Parra (rispettivamente del 1970 e 1971), il disco omonimo del Trio Lonqui (1970), Canciones de patria nueva / Corazón de bandido di Ángel Parra (1971), Tiempo de vivir di Osvaldo Rodríguez e Música para Guillén di Marta Contreras (entrambi del 1972).

### Gli anni con gli Inti-Illimani
In questo gruppo ha coperto il ruolo di direttore musicale, dal 1968 (subentrando in questa funzione a Pedro Yañez) al 2001, anno in cui ha deciso di ritirarsi dal gruppo, passando il testimone a Manuel Meriño. Con loro ha suonato soprattutto la chitarra, ma anche il tiple colombiano, il cuatro venezuelano, il charango, le percussioni ed è stato anche voce solista in alcuni brani.
Discograficamente, esordisce con gli Inti-Illimani nel loro primo disco, Si somos americanos (1969), e ne farà parte ininterrottamente fino al 1999 e all'album Sinfónico, incidendo con il gruppo quasi una quarantina di album.
Negli Inti-Illimani, Salinas si è distinto come compositore, firmando numerosi temi molto importanti per la storia e l'evoluzione artistica del gruppo. Brani strumentali come Alturas, El mercado Testaccio, Danza di Cala Luna, o vocali come Sensemaya o Mulata (solo per ricordare i più famosi), sono tuttora degli evergreen nella produzione del gruppo. Salinas ha quindi animato gli Inti anche come strumentista e cantante, e come arrangiatore, secondo i canoni propri della musica colta.
Quando accade il colpo di Stato in Cile del 1973, gli Inti-Illimani si trovano in tour in Italia. Non potendo rientrare nel loro paese, decidono di stabilirsi qui in esilio. Horacio Salinas e gli altri componenti del gruppo vivono in Italia, prima a Genzano e poi a Roma, dal 1973 al 1988..
Dal 1988, come gli altri componenti del gruppo, fa ritorno e torna a vivere nella sua madrepatria.

### Gli anni con gli Inti-Illimani Histórico
Nel 2001, a seguito di tensioni nel gruppo, Salinas lascia gli Inti-Illimani. Qualche anno dopo pubblica il suo primo disco solista di canzoni, Remos en el agua, poi, nell'agosto 2004, in occasione di un concerto dal vivo con i Quilapayún, insieme con altri due musicisti storici del gruppo e ad alcuni musicisti più giovani, fonda gli Inti-Illimani Histórico, con i quali produrrà diversi dischi e nei quali continua a militare.

### Altre attività
Ha scritto molte colonne sonore di film, spettacoli teatrali e lavori per la televisione, parte delle quali pubblicate in alcune incisioni discografiche. Ad esempio, nel 1980, ha scritto una ventina di brani per la colonna sonora dello sceneggiato L'assedio, regia di Silvio Maestranzi, trasmesso dalla Rai in due puntate.
Nel 1995, in occasione del restauro del film di Pedro Sienna El húsar de la Muerte (il film muto cileno più antico tra quelli arrivati fino a noi), Horacio Salinas è stato incaricato di realizzare una nuova colonna sonora che lui ha registrato insieme alla Orquesta Sinfónica Nacional Juvenil. Questa colonna sonora è stata poi pubblicata ufficialmente nel 2020.
Nel 2013 ha pubblicato in Cile il suo primo libro, dedicato alla musica degli Inti-Illimani, intitolato La canción en el sombrero.
Nel 2014 il chitarrista australiano John Williams ha registrato e pubblicato per la JCW recordings (all'interno del suo disco Concerto) il concerto per tre solisti e orchestra scritto da Salinas e intitolato Danzas Peregrinas che rielabora alcuni temi scritti originariamente per gli Inti-Illimani.
Ha un ampio repertorio di composizioni che include generi quali folk, world music, fusion e musica contemporanea e molti stili latino americani.
Nel giugno 2018 è stato nominato Commendatore dell'Ordine della Stella d'Italia.

## Discografia parziale
- 1986 - La música de Horacio Salinas
- 1991 - Trazos de cielo sur
- 1997 - Música para cine vol.1
- 2003 - Remos en el agua
- 2003 - Sub Terra: Entre la luz y el infierno
- 2020 - El húsar de la muerte
- 2023 - Música imaginada